# 6-Stunden-Rennen von Vallelunga 1977

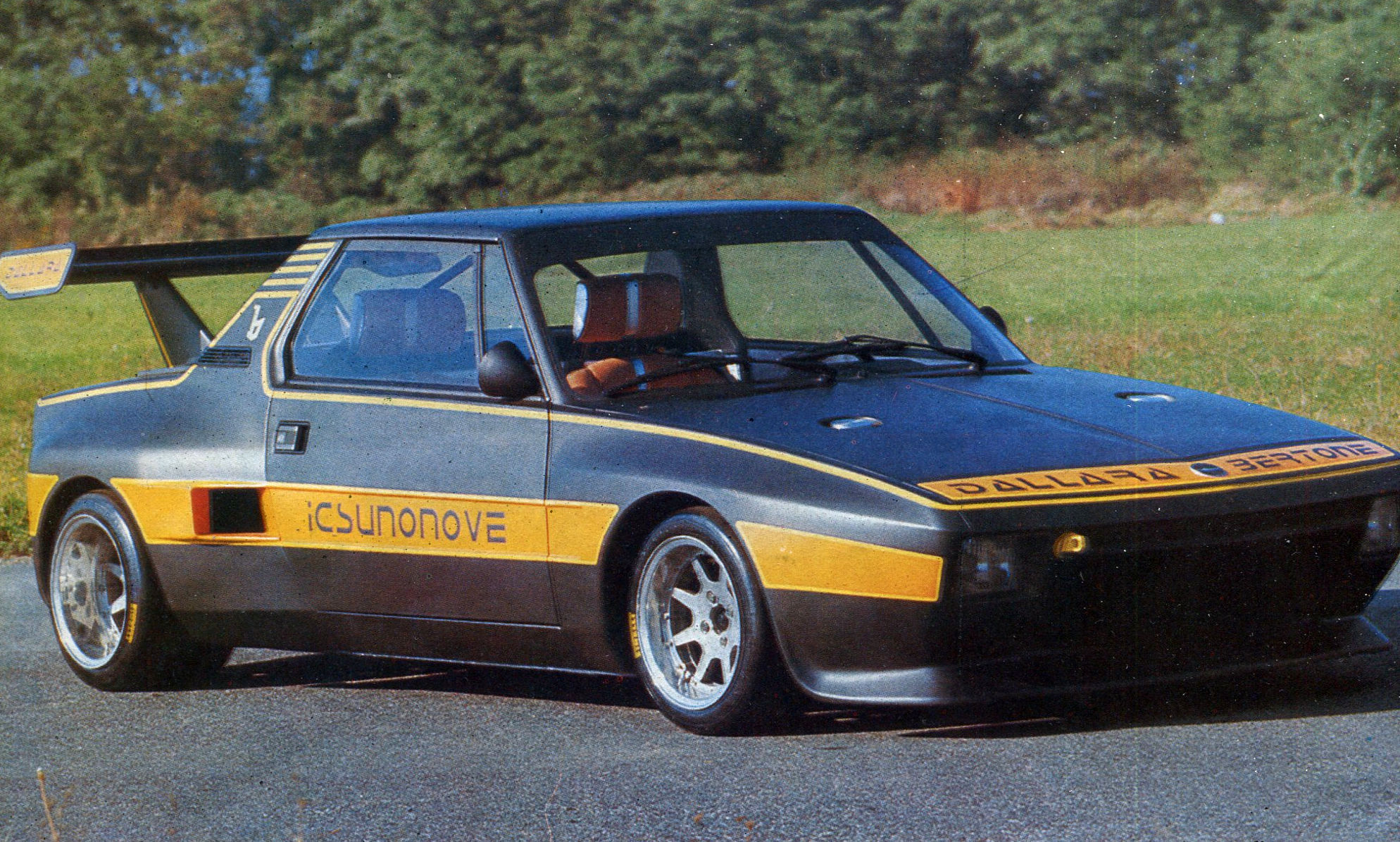
Gruppe-5-Dallara X1/9

Das 6-Stunden-Rennen von Vallelunga 1977, auch 6 Ore di Vallelunga, Vallelunga, fand am 23. Oktober auf dem Autodromo Vallelunga statt und war der 17. und letzte Wertungslauf der Sportwagen-Weltmeisterschaft dieses Jahres.

## Das Rennen
Dass die Marken-Weltmeisterschaft im Oktober 1977 längst entschieden war, konnte man am Mangel an nennenswerten Startern beim 6-Stunden-Rennen in Vallelunga erkennen. Von den international aktiven Teams kam nur BMW mit dem 320i zur Veranstaltung. Der Wagen verunfallte aber im Training und konnte danach nicht am Rennen teilnehmen. Den zweiten Wertungslauf des Jahres in Vallelunga – im Juni hatte Vittorio Brambilla im Alfa Romeo T33/SC/12 das 400-km-Rennen gewonnen – endete mit dem Gesamtsieg von Luigi Moreschi und Antonio Ferrari im Porsche 935.

## Ergebnisse

### Schlussklassement
| 1               | Gr. 5 | 3  | Scuderia Vesuvio    | Luigi Moreschi Antonio Ferrari                   | Porsche 935         | 249 |
| 2               | Gr. 5 | 2  | Vittorio Coggiola   | Vittorio Coggiola Piero Monticone                | Porsche 935         | 248 |
| 3               | Gr. 5 | 6  | Maurizio Micangeli  | Maurizio Micangeli Carlo Pietromarchi            | De Tomaso Pantera   | 241 |
| 4               | GT    | 19 | Kenneth Leim        | Lella Lombardi Kenneth Leim                      | Porsche Carrera RSR | 240 |
| 5               | GT    | 16 |                     | Michele di Gioia Guido Agazzotti Cavazza         | Porsche Carrera RSR | 238 |
| 6               | GT    | 12 |                     | Franco Bernabei Gianluigi Picchi Bruno Del Fante | Porsche Carrera RSR | 227 |
| 7               | GT    | 8  | Marco Curti         | Marco Curti Aldo Ceruti                          | De Tomaso Pantera   | 213 |
| 8               | Gr. 5 | 38 |                     | Guglielmo Manini Roberto Curatolo                | Dallara X1/9        | 204 |
| 9               | GT    | 7  |                     | Piergiorgio Furlanetto Germano Prenol            | De Tomaso Pantera   | 182 |
| Ausgefallen     |       |    |                     |                                                  |                     |     |
| 10              | Gr. 5 | 37 |                     | Dante Gargan Sergio Rombolotti Angelino Lepri    | Fiat X1/9           | 158 |
| 11              | GT    | 15 |                     | Roberto Nardini Bruno Ripani                     | Porsche Carrera RSR | 94  |
| 12              | Gr. 5 | 5  | Jolly Club          | Giampiero Moretti Giorgio Schön                  | Porsche 934         | 82  |
| 13              | Gr. 5 | 33 | Jolly Club          | Romeo Camathias Duilio Ghislotti Martino Finotto | Ford Escort RS 1800 | 60  |
| 14              | Gr. 5 | 4  |                     | Girolamo Capra Gabriele Gottifredi Claude Haldi  | Porsche 935         | 53  |
| 15              | GT    | 35 |                     | Luigi Rampa Claudio Francisci Antonio Palangio   | Alfa Romeo GTA      | 37  |
| 16              | GT    | 39 |                     | Jan Lundgardh Kurt Simonsen                      | Porsche Carrera     | 20  |
| 17              | Gr. 5 | 1  |                     | Carlo Facetti Martino Finotto                    | Porsche 935         | 5   |
| Nicht gestartet |       |    |                     |                                                  |                     |     |
| 18              | GT    | 9  |                     | Claude Haldi Angelo Pallavicini                  | Porsche 934         | 1   |
| 19              | GT    | 11 |                     | Mario Radicella                                  | Porsche Carrera     | 2   |
| 20              | Gr. 5 | 31 | BMW Motorsport GmbH | Eddie Cheever Umberto Grano Harald Grohs         | BMW 320i            | 3   |

1 Unfall im Training
2 nicht gestartet
3 Unfall im Training

### Nur in der Meldeliste
Hier finden sich Teams, Fahrer und Fahrzeuge, die ursprünglich für das Rennen gemeldet waren, aber nicht daran teilnahmen.
| Pos. | Klasse | Nr. | Team | Fahrer                           | Chassis         |
| ---- | ------ | --- | ---- | -------------------------------- | --------------- |
| 21   | Gr. 5  | 14  |      | Felice Besenzoni Luciano Dal Ben | Ferrari 308 GTB |
| 22   | Gr. 5  | 18  |      | Pietro Casella Aldo Frisiani     | BMW 320i        |
| 23   | GT     | 21  |      | Odoardo Govoni                   | Porsche 911S    |
| 24   | GT     | 22  |      | Franco Bianco                    | Lancia Stratos  |
| 25   | GT     | 23  |      | Claudio Magnani                  | Lancia Stratos  |
| 26   | T      | 32  |      | Cosimo Turizio Gennaro di Tonno  | Ford Escort     |
| 27   | T      | 34  |      | Eugenio Breazd Gianpaolo Zampa   | Ford Escort     |
| 28   | Gr. 5  | 36  |      | Gianfranco Palazzoli             | Ford Escort RS  |

### Klassensieger
| Klasse | Fahrer         | Fahrer          | Fahrzeug            | Platzierung im Gesamtklassement |
| ------ | -------------- | --------------- | ------------------- | ------------------------------- |
| Gr. 5  | Luigi Moreschi | Antonio Ferrari | Porsche 935         | Gesamtsieg                      |
| GT     | Lella Lombardi | Kenneth Leim    | Porsche Carrera RSR | Rang 4                          |

### Renndaten
- Gemeldet: 28
- Gestartet: 17
- Gewertet: 9
- Rennklassen: 2
- Zuschauer: unbekannt
- Wetter am Renntag: warm und trocken
- Streckenlänge: 3,200 km
- Fahrzeit des Siegerteams: 6:00:07,100 Stunden
- Gesamtrunden des Siegerteams: 249
- Gesamtdistanz des Siegerteams: 796,800 km
- Siegerschnitt: 132,756 km/h
- Pole Position: Carlo Facetti – Porsche 935 (#1) – 1:16,230 = 151,122 km/h
- Schnellste Rennrunde: Carlo Facetti – Porsche 935 (#1) – 1:17,200 = 149,223 km/h
- Rennserie: 17. Lauf zur Sportwagen-Weltmeisterschaft 1977